# Problepsis magna
Problepsis magna là một loài bướm đêm trong họ Geometridae.